# MIGGS
MIGGS é uma banda de pop-rock indie norte-americana formada em São Francisco, Califórnia no ano de 2001. Durante a sua actividade, lançaram quatro álbuns de estúdio e quatro singles.

## Discografia

### Álbuns de estúdio
| Ano  | Detalhes do álbum                            |
| ---- | -------------------------------------------- |
| 2002 | Anyway' - Gravadora(s): SelfishMEmusic       |
| 2005 | Insomnia - Gravadora(s): 33rd Street Records |
| 2008 | Unraveled' - Gravadora(s): Rock Ridge Music  |
| 2010 | Wide Awake - Gravadora(s): Rock Ridge Music  |

### Extended plays
| Ano  | Detalhes do álbum            |
| ---- | ---------------------------- |
| 2007 | Late Nights & Early Mornings |

### Singles'
| Ano  | Canção                | Álbum      |
| ---- | --------------------- | ---------- |
| 2005 | "I Believe"           | Insomnia   |
| 2008 | "Perfect"             | Unraveled  |
| 2010 | "Girls & Boys"        | Wide Awake |
| 2011 | "Let The Games Begin" | Wide Awake |